# شهرستان توکر (ویرجینیای غربی)
شهرستان توکر، ویرجینیای غربی (به انگلیسی: Tucker County, West Virginia) یک سکونتگاه مسکونی در ایالات متحده آمریکا است که در ویرجینیای غربی واقع شده‌است.

## خصوصیات
شهرستان توکر ۱٬۰۹۰٫۳۹ کیلومترمربع مساحت دارد.